# Estación Líbaros
Estación Líbaros est une localité rurale argentine située dans le département d'Uruguay et dans la province d'Entre Ríos.

## Démographie
La population de la ville, c'est-à-dire à l'exclusion de la zone rurale, était de 219 habitants en 1991 et de 215 en 2001. La population de la juridiction du conseil d'administration était de 436 habitants en 2001.

## Statut de commune
La réforme de la Constitution de la province d'Entre Ríos entrée en vigueur le 1er novembre 2008 a prévu la création de communes, qui a été réglementée par la loi sur les communes no 10644, adoptée le 28 novembre 2018 et promulguée le 14 décembre 2018. La loi prévoit que tout centre de population stable d'une superficie d'au moins 75 km2 contenant entre 400 et 700 habitants constitue une commune de 2e catégorie. La loi sur les communes a été réglementée par le pouvoir exécutif provincial par le biais du décret no 110/2019 du 12 février 2019, qui a déclaré la reconnaissance ad referendum du pouvoir législatif de 21 communes de 2e catégorie à compter du 11 décembre 2019, parmi lesquelles se trouve Estación Líbaros. La commune est dirigée par un département exécutif et un conseil communal de 8 membres, dont le président est également le président communal. Ses premières autorités ont été élues lors des élections du 9 juin 2019.